# Platygyna leonis
Platygyna leonis là một loài thực vật có hoa trong họ Đại kích. Loài này được Alain miêu tả khoa học đầu tiên năm 1952.